# ホビー・ブレナー
ホビー・F・J・ブレナー（Hoby F. J. Brenner、1959年6月2日 - ）は、アメリカ合衆国カリフォルニア州リンウッド出身のアメリカンフットボール元選手。NFLのニューオーリンズ・セインツで1981年から1993年までプレーした。ポジションはタイトエンド（TE）。
フラートン高校ではシカゴ・ベアーズでプレーしたキース・ヴァン・ホーンとチームメートであった。USCに進学し、1979年1月1日のミシガン大学とのローズボウルではポール・マクドナルドからのタッチダウンパスをキャッチ、勝利に貢献した。またブロック能力にも優れており、チームメートのチャールズ・ホワイト、マーカス・アレンのハイズマン賞に貢献した、
1980年にはパシフィック・テン・カンファレンスのオールチームに選ばれた。
1981年のNFLドラフト3巡でニューオーリンズ・セインツに指名されて入団、セインツ一筋、13シーズンに渡りプレーした。
1982年から先発の座を獲得、1985年にはチームトップの42回のキャッチ、10月20日のアトランタ・ファルコンズ戦では6回のキャッチで111ヤードを獲得、1タッチダウンをあげた。1987年にはプロボウルに選ばれている。1988年には怪我のためキャリア最低の5回のキャッチに終わったが、1989年には34回のキャッチをあげた。
2010年シーズン終了時点でセインツ歴代8位の267回のパスキャッチを記録している。
ニューオーリンズ・セインツの殿堂入りを果たしている。